# Xanthocampoplex luteus
Xanthocampoplex luteus är en stekelart som först beskrevs av Szepligeti 1906.  Xanthocampoplex luteus ingår i släktet Xanthocampoplex och familjen brokparasitsteklar. Inga underarter finns listade i Catalogue of Life.